# Cantonul Alban
Cantonul Alban este un canton din arondismentul Albi, departamentul Tarn, regiunea Midi-Pyrénées, Franța.

## Comune
| Comune      | Populație (1999) | Cod poștal | Cod INSEE |
| ----------- | ---------------- | ---------- | --------- |
| Alban       | 951              | 81250      | 81003     |
| Curvalle    | 421              | 81250      | 81077     |
| Massals     | 106              | 81250      | 81161     |
| Miolles     | 99               | 81250      | 81167     |
| Paulinet    | 530              | 81250      | 81203     |
| Saint-André | 99               | 81250      | 81240     |
| Teillet     | 443              | 81120      | 81295     |